# Annual Review of Biochemistry
Annual Review of Biochemistry (nach ISO 4 abgekürzt Annu. Rev. Biochem.) ist eine jährlich erscheinende wissenschaftliche Fachzeitschrift, die Übersichtsartikel veröffentlicht. Die Erstausgabe erschien im Juni 1932. Die Zeitschrift veröffentlicht Artikel aus allen Bereichen der Biochemie und Molekularbiologie.
Der Impact Factor des Journals lag im Jahr 2019 bei 25,787. Nach der Statistik des ISI Web of Knowledge wird das Journal mit diesem Impact Factor in der Kategorie Biochemie und Molekularbiologie an dritter Stelle von 297 Zeitschriften geführt.
Herausgeber ist Roger D. Kornberg (Stanford University, Kalifornien, USA).